# Yo Soy Segundo
Yo Soy Segundo es un álbum de estudio del estadounidense Evan Craft. Fue lanzado el 25 de septiembre de 2012 por los sellos Dream Records y Evan Craft Music.

## Contenido
El álbum presenta al artista de Dream Records, Jonathan Thulin. Evan Craft dijo:
"¡Las palabras no pueden describir la emoción en mi corazón por lanzar este álbum! ¡Ver vidas transformadas en adoración a medida que la presencia del Señor desciende en nuestra adoración es todo lo que puedo pedir y más! Echa un vistazo al álbum y dáselo a alguien que necesita ser alentado".

 – Evan Craft, Croos Rhythms

## Lanzamiento y promoción
Yo Soy Segundo fue lanzado en 2012 en Dream Records y distribuido a través de Universal. Se ubicó en varias listas de descargas y radios cristianas.

## Listado de canciones
| Yo Soy Segundo |                                            |          |  |
| N.º            | Título                                     | Duración |  |
| 1.             | «Eres Rey»                                 | 4:16     |  |
| 2.             | «Yo Soy Segundo»                           | 3:13     |  |
| 3.             | «Entrego Todo»                             | 3:51     |  |
| 4.             | «Sólo Eres Tú» (featuring Jonathan Thulin) | 4:36     |  |
| 5.             | «Dame Fe»                                  | 4:12     |  |
| 6.             | «Ante El Gran Trono»                       | 3:41     |  |
| 7.             | «Por Tu Amor»                              | 5:31     |  |
| 8.             | «En Tus Manos»                             | 3:35     |  |
| 9.             | «Aleluya»                                  | 3:46     |  |
| 10.            | «Todo Debo a Él»                           | 4:20     |  |
| 11.            | «Brillamos»                                | 3:42     |  |

## Rendimiento en listas
En los Estados Unidos, Yo Soy Segundo debutó en el número 10 en la lista Latin Pop Albums, y en el número 30 en la lista Top Latin Albums en Billboard para la semana que finalizó el 20 de octubre de 2012. También debutó en el número uno en la lista de Christian Latin Albums.
| Listas (2012)                         | Posición <br>de gráfico |
| ------------------------------------- | ----------------------- |
| US Latin Pop Albums (Billboard)       | 10                      |
| US Top Latin Albums (Billboard)       | 30                      |
| US Christian Latin Albums (Billboard) | 1                       |